# Alberto Korda

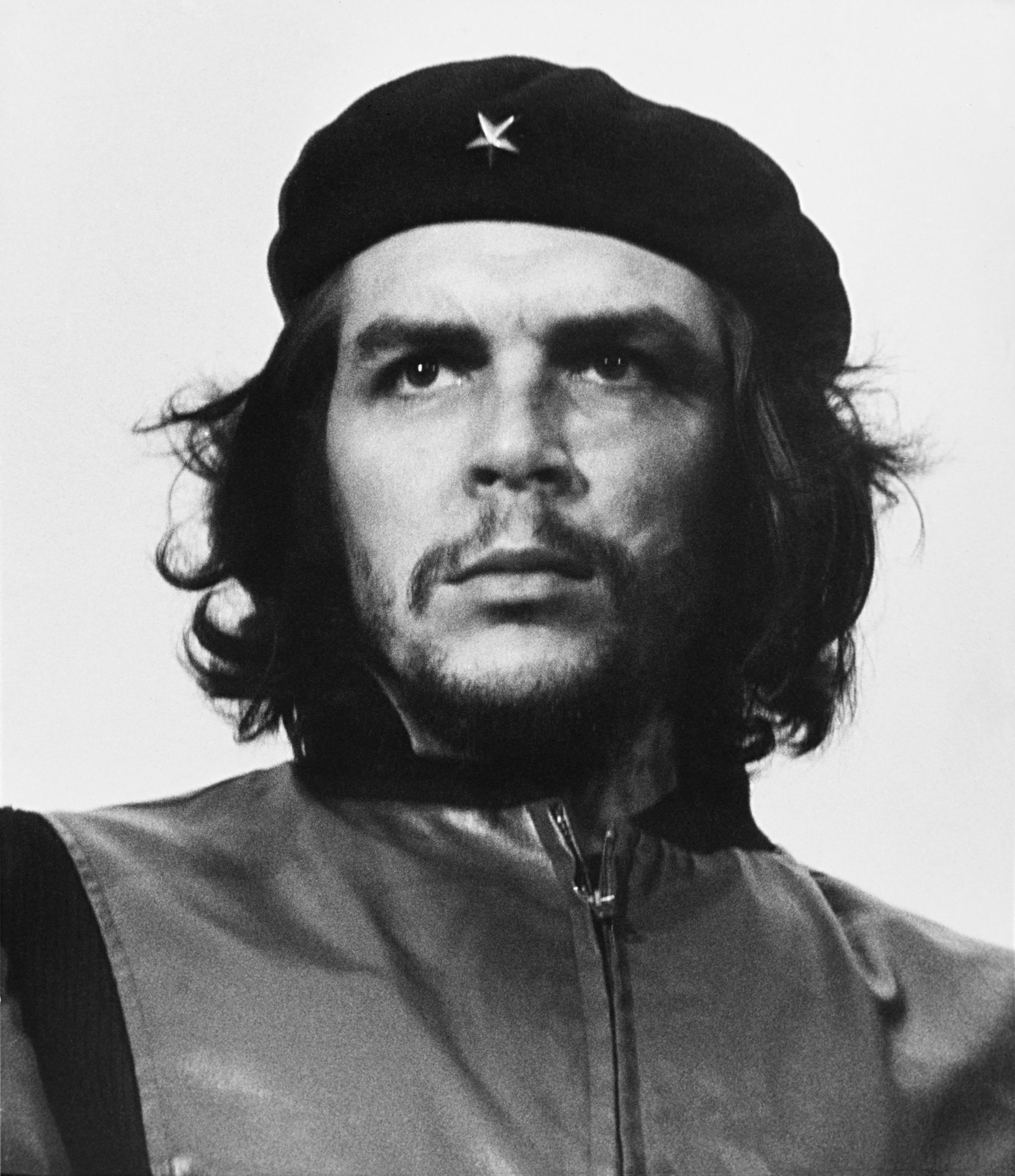

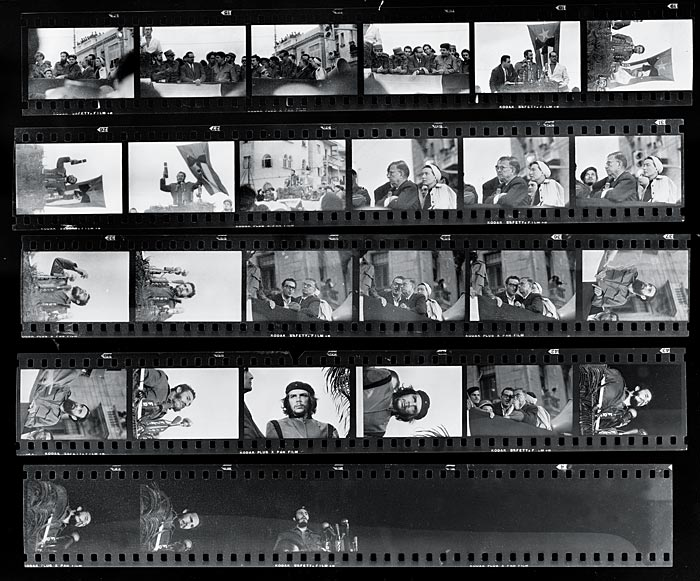

Alberto Korda (Havanna, 1928. szeptember 14. vagy 1928 – Párizs 7. kerülete, 2001. május 25.) kubai fotós volt, aki világszerte Che Guevara ikonikus képéről ismert. A Che Guavaráról készült leghíresebb fénykép alkotója művésznevét Korda Sándor és Korda  Zoltán magyar filmrendezők tiszteletére vette fel.

## Élete
Korda akkor ismerte meg a fotózást, amikor elővette apja 35 mm-es Kodakját, és elkezdte fényképezni a barátnőjét. 
Egy vasutas fia volt. Sok más munkát vállalt, mielőtt fotósasszisztensként kezdett dolgozni. Banketteken, keresztelőkön és esküvőkön fotózott. Visszaszaladt a stúdiójába, hogy előhívja a filmet, majd visszatért az eseményre, és emléktárgyként eladta fényképeit. Pályakezdő munkájának minősége technikailadag is igen gyenge volt; néhány hónap múlva a képek elmosódottá váltak, a fotópapír megsárgult. Első műtermének megnyitásakor aztán lehetősége volt tanulni a hibákból megfelelő vegyszerek megfelelő időtartamú használatával.
Alberto Díaz Gutiérrez 1956-ban reklám- és divatfotósként kezdte pályafutását Havannában, saját stúdiójában, amely már Fulgencio Batista elnök idejében is ismert volt. Korda Havannában alapította meg a Korda Studios céget barátjával, Luis Antonio Peirce Byers-szel (1912–1985).
1959 és 1968 között Alberto Díaz a kubai forradalmi elit fotósa volt, Fidel Castro, Che Guevara és Camilo Cienfuegos barátja is.
Miután 1960. március 4-én felrobbant a fegyverekkel és lőszerekkel megrakott belga „La Coubre” teherszállító Havanna kikötőjében. Másnap megemlékezést tartottak a temetőben, amelyen 150 000 ember vett részt − köztük Simone de Beauvoir és Jean-Paul Sartre − az emlékünnepségen. Castro laudációja során Alberto Díaz megalkotta a huszadik század egyik leghíresebb médiaikonját: Che Guevara portréját – aki valójában csak rövid ideig volt jelen.
Mivel egyetlen újság sem kívánta a képet, a fotós az olasz Giangiacomo Feltrinelli kiadónak adta át. A fotó Guevara 1967-es meggyilkolása után jelent meg, és hamarosan az 1968-as diákmozgalom szimbólumává vált. Széles körben adaptált műalkotássá, később a populáris kultúra ikonjává, valamint a reklámipar vissztérő motívumává vált. Különösen jól ismert Gerard Malanga Andy Warhol stílusában készített képe, amelyet „eredeti Warholként” adott el.
Maga Alberto Díaz nem kapott pénzt híres fényképének több évtizedes marketing használatáért. Csak amikor a vodkagyártó Smirnoff 2000-ben nevével meghirdette, Korda pert indított. Kapott 50 000 USD kártérítést, amelyet kubai gyerekeknek ajánlott fel.
Korda nem szerette a mesterséges világítást; azt mondta, hogy az „a valóság paródiája”, és csak természetes fényt használt. A fekete-fehér fotózás mestere volt, aki a tökéletes kompozíciót és keretezést kereste. Korda egyedülálló kreatív ambíciójával felülemelkedett a hagyományos kubai fotográfia fantáziátlan unalmasságán.

## Kiállítások
- Libro oficial de la visita del Papa a Cuba, editado en Italia
- Korda en sus setenta años, de 1998
- Alberto Korda, de 1999, editado en Noruega
- Momenti della storia, de 1988, editado en Italia
- Fidel, Barbudos (junto a Corrales y Salas), 1996
- Cuba la fotografía de los años 60, (1988)
- Canto a la Realidad, fotografía Latinoamericana (1860-1993), editorial Lunwerg, de España, 1993
- Cuba: 100 años de fotografía, editorial Mestizo, España, 1998

## Díjak
- 1959: „Palma de Plata” – az év legjobb fotóriportere
- 1994: elnyerte az olaszországi „Maurizio Sana” tengeralattjáró-fotózás – Nemzeti Kulturális Díj

## Érdekesség
Juan Vivès, egykor kubai titkosszolgálati ügynök, jelenleg a Castro-rezsim ellenfele, többször is kijelentette, hogy ő volt az 1960. március 5-i fénykép szerzője, (aki akkor tizenhat éves volt). Alberto Korda állítólag csak retusált. Korda a Castro-rezsim kérésére még levelet is küldött Vivèsnek, hogy bocsánatot kérjen a fénykép eltulajdonításáért. Che életrajzírója, Pierre Kalfon számára azonban valószínű, hogy Juan Vivès simán hazudik. Korda megmutatta a történelmi fotót tartalmazó filmtekercset. Juan Vivès hazugsága napnál világosabb, mivel nem tudja bemutatni Korda állítólagos bocsánatkérő levelét, mondván, hogy eldobta.
A párizsi legfelsőbb bíróság 2008. szeptember 24-i ítéletével elismerte Korda státuszát a fotó szerzőjeként. A bíróság kártérítésre kötelezte a Marianne magazint Korda jogainak megsértése miatt.